# Ophiodes vertebralis
Ophiodes striatus — вид веретільницеподібних ящірок родини Diploglossidae. Мешкає в Південній Америці.

## Поширення і екологія
Ophiodes striatus мешкають на сході Аргентина та в Уругваї, можливо, також на півдні Бразилії, в штаті Ріу-Гранді-ду-Сул. Вони живуть в пампі та в степах аргентинського еспіналю, трапляються в садах та поблизу людських поселень.